# Betsy Shaw
Elizabeth Hard „Betsy” Shaw (ur. 20 grudnia 1965 w Bennington) – amerykańska snowboardzistka. Startowała w gigancie na igrzyskach w Nagano, ale została zdyskwalifikowana. Nie startowała na mistrzostwach świata w snowboardzie. Najlepsze wyniki w Pucharze Świata osiągnęła w sezonie 1997/1998, kiedy to zajęła 30. miejsce w klasyfikacji generalnej, a w klasyfikacji giganta była dziesiąta.

## Sukcesy

### Igrzyska olimpijskie
| Miejsce | Dzień    | Rok  | Miejscowość | Konkurencja | Zwycięzca   |
| ------- | -------- | ---- | ----------- | ----------- | ----------- |
| DSQ     | 9 lutego | 1998 | Nagano      | Gigant      | Karine Ruby |

### Puchar Świata

#### Miejsca w klasyfikacji generalnej
- 1996/1997 - 81.
- 1997/1998 - 30.
- 1998/1999 - 80.

#### Miejsca na podium
1. Sölden – 29 listopada 1997 (Gigant) - 3. miejsce
2. Whistler – 11 grudnia 1997 (Supergigant) - 2. miejsce
3. Whistler – 12 grudnia 1997 (Gigant) - 2. miejsce